# Rochefort (cerveza)

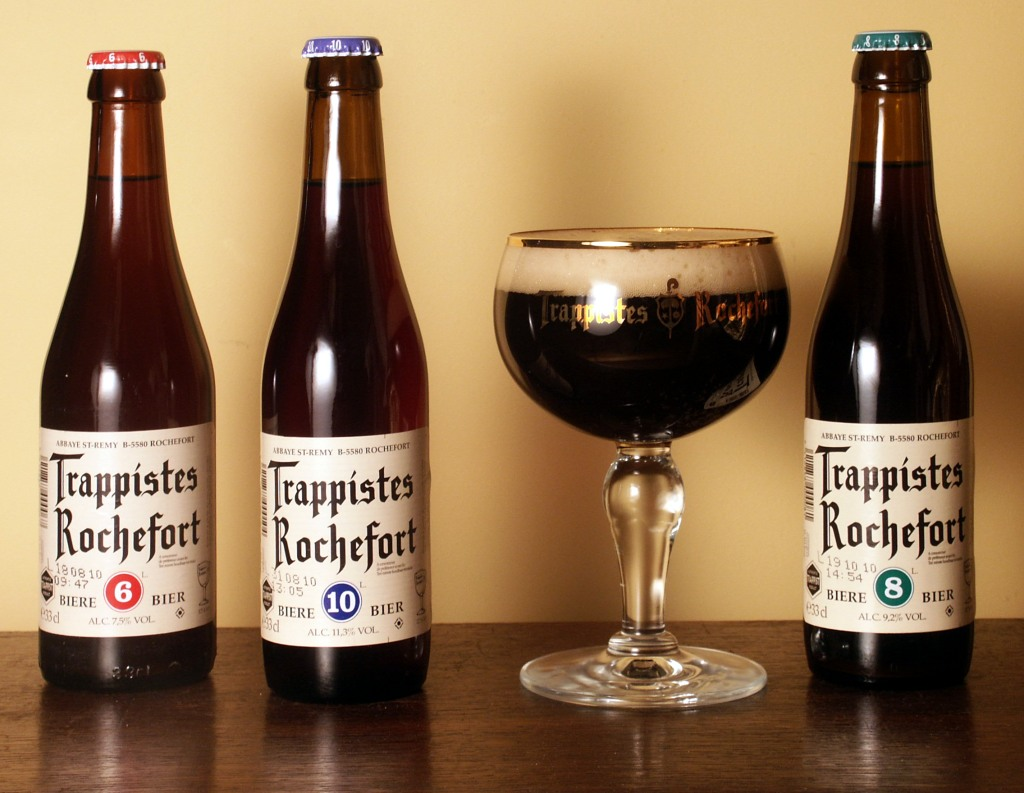
Las cervezas fabricadas en Rochefort y su vaso.

Brasserie de Rochefort es una cervecería belga que produce tres cervezas bajo el sello cerveza trapista. 
La fábrica está asociada con la abadía de Rochefort, cuyos orígenes se remontan al siglo XIII y sus monjes llevan elaborando cerveza desde el siglo XVI, siendo su cerveza la principal fuente de ingresos.

## Historia

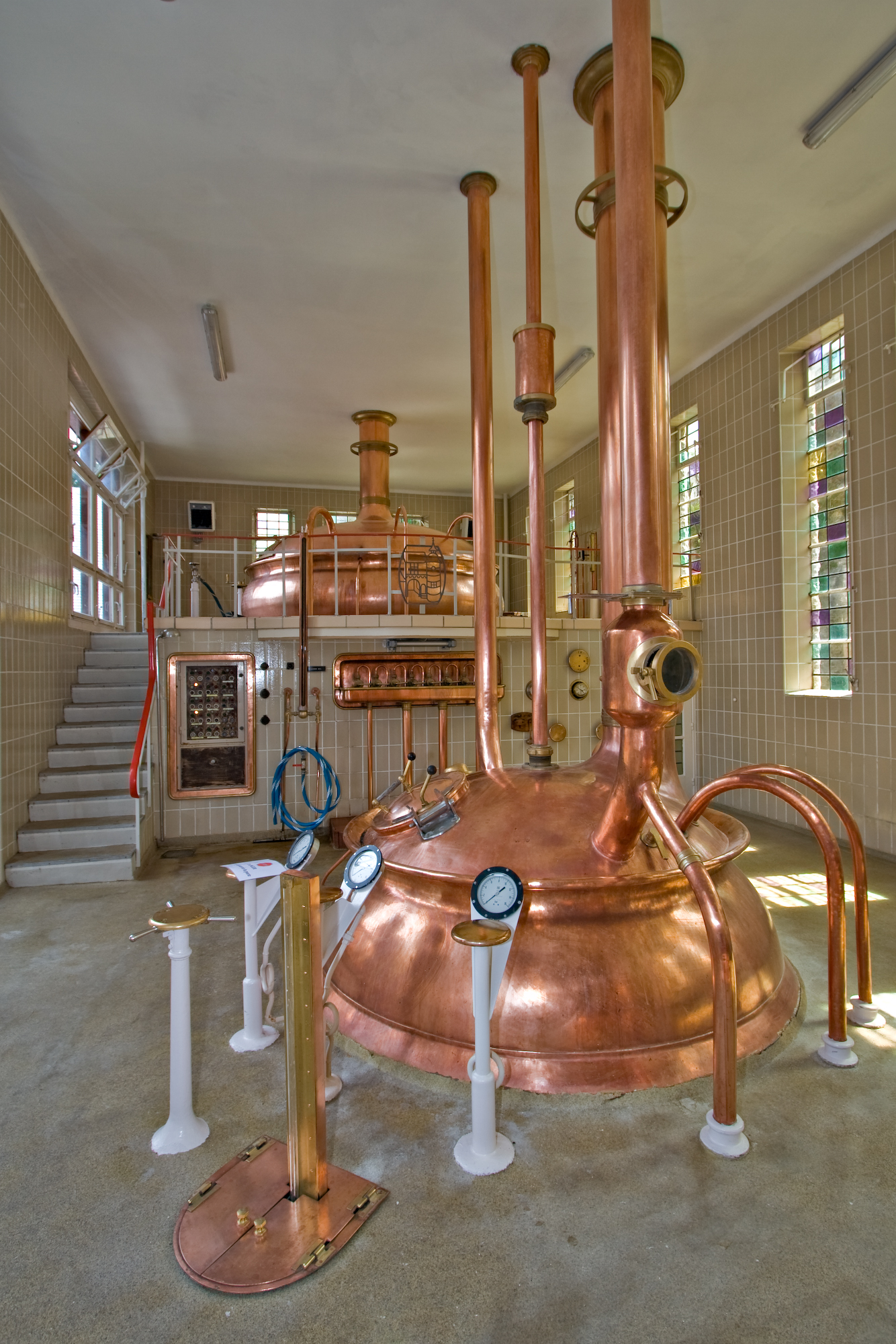
Tinas de cobre de la fábrica de cerveza de Rochefort.

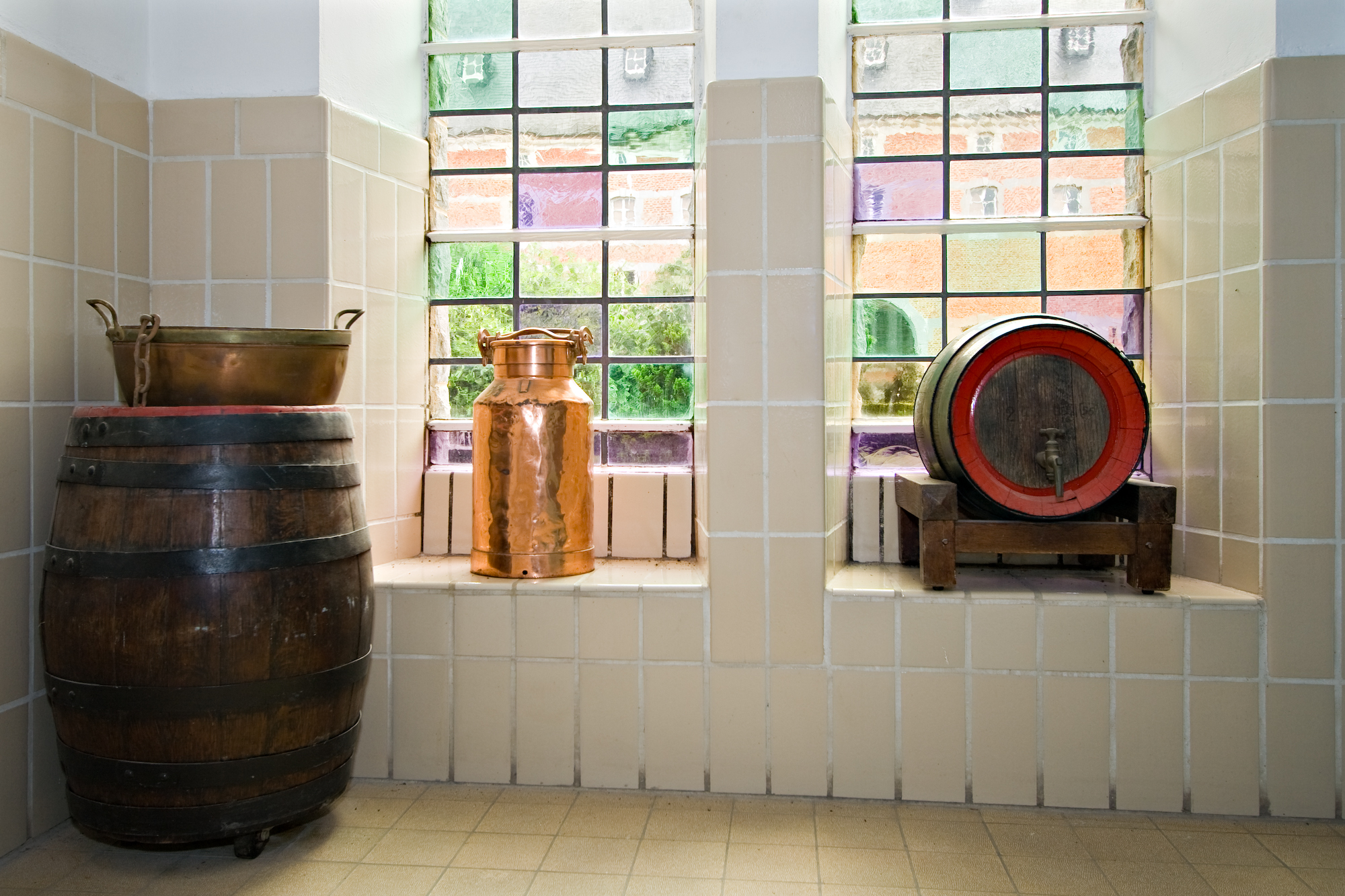
Utensilios de la fábrica de cerveza de Rochefort.

### Antecedentes
Unas monjas fundaron la abadía en 1230 con el nombre de Le Secour Notre-Dame y los monjes cistercienses lo tomaron en 1464. Es quizás en ese entonces cuando la actividad cervecera comenzó, aunque los registros más cercanos están datados de 1595. La gran parte de los archivos del monasterio se perdieron en la Revolución francesa.

### Refundición
Victor Seny, un capellán que quería fundar una abadía para ser su abad, revivió la abadía de Saint-Rémy. Tras adquirir las tierras que una vez formaron parte del monasterio, así como los restos de los edificios, solicitó a dos abadías cercanas que le enviaran monjes para su nuevo monasterio. Achel se convirtió en la abadía madre de Rochefort. El Padre Anselmo, prior del nuevo priorato, vino de Achel en 1887 con predisposición a elaborar cerveza. Seny no logró ser el abad, sino que vivió como un monje más.
La Abadía de Notre-Dame de Saint-Rémy o Abadía de Rochefort situada a las afueras de la ciudad belga de Rochefort, en la zona de las Ardenas, tiene una historia monástica que se remonta casi ocho siglos y una tradición cervecera de un siglo. 
Cuando la fabricación de cerveza comenzó en 1899, los trabajadores molían la malta en un molino accionado por agua y la acarreaban a la cervecería. Calentaban las ollas de hervido quemando leña y la maceración empleaba unas siete horas. Para regular la temperatura construyeron un vagón sobre el cual se hacía el fuego y que podía colocarse y quitarse de debajo de las tinas a voluntad. Los monjes no buscaban producir cerveza para su comercialización sino una manera de complementar su dieta vegetariana.
La calidad de la cerveza mejoró notablemente cuando mandaron al Padre Dominique a la Universidad Católica de Lovaina para que aprendiera sobre elaboración de cerveza. En 1910 sus productos le hicieron merecedor de un Grand Prix en una exhibición en Bruselas. Pronto la abadía comenzó a embotellar y vender cerveza, con una producción aproximada de 350 hectolitros en 1920. No fue hasta después de la Segunda Guerra Mundial que la actividad generaría ingresos considerables.

### Actualidad
A día de hoy, unos quince monjes viven en la abadía de Rochefort, de los cuales seis participan activamente en el proceso de elaboración junto con seis empleados laicos. Gracias a lo obtenido de la fabricación de cerveza pudieron construir una nueva recepción y salas de reuniones y la remodelación de la antigua iglesia.

## Primeras cervezas
Rochefort modeló su primera cerveza a partir de la Patersvaatje de Achel. La abadía producía dos cervezas, una cerveza de mesa de baja graduación para el consumo monástico y una cerveza fuerte, de aproximadamente 3.5 % grados, para la venta al público. La graduación alcohólica de la cerveza varió, debido a que los alemanes fijaron un tope máximo de alcohol cuando ocuparon Bélgica en las dos guerras mundiales. La cervecería comenzó a elaborar un pequeño lote de una cerveza de 5 % para los enfermos durante la Segunda Guerra Mundial y comenzó a venderla una vez la contienda terminó.
Cuando Rochefort tuvo que reconstruir la abadía tras los destrozos de la Primera Guerra Mundial, Chimay ayudó a instalar la nueva fábrica, pero en 1950 el antiguo monasterio aliado se convirtió en un competidor comercial. Tras una serie de mejoras introducidas por el Padre Theodore, las cervezas de Chimay eran adquiridas por encima de las de Rochefort. Estos le pidieron a Chimay que dejara de vender cerca de su monasterio, a lo cual Chimay se negó, pero a cambio se ofreció a ayudarles a elaborar mejores cervezas. Los siguientes dos años, Jean De Clerck, un nuevo cervecero formado en Chimay en su cervecería de Scourmont, implementó una serie de cambios e introdujo nuevas recetas. De Clerck se centró en las técnicas de elaboración implementando pruebas microbiológicas regulares y una mejor higienización. Insistió en que se alejaran el establo y la pila de estiércol de la cervecería. También modernizó el equipamiento de la fábrica.
Los monjes crearon una nueva cerveza fuerte llamada Merveille y mejoró la producción de la cerveza de mesa. Rochefort 10 surgió a raíz de Merveille. Más adelante, en 1953, comenzaron a vender Rochefort 6 y luego añadieron Spéciale que pasaría a llamarse Rochefort 8. Rochefort cesó la producción de la cerveza que bebían los monjes en 1973, puesto que no tenía sentido elaborar y embotellar para una demanda tan reducida. Las nuevas recetas se inspiraron en las de Chimay, que inicialmente proporcionó la cepa de levadura, pero pronto adoptaron su propio carácter.
El agua utilizada para hacer cerveza se extrae de un pozo situado dentro de los muros del monasterio. La cerveza Rochefort se elabora con maltas tipo pilsner y Munich y lúpulos Hallertau y Golding en pellets. Se le añade azúcar, tanto blanco como moreno, y cilantro junto con la última adición de lúpulo al mosto. Antiguamente empleaban lúpulo en flor y lo molían, ya que era más fácil de filtrar posteriormente.

## Gama actual
- Rochefort 6 (chapa roja, tostada, 7.5% alc. vol.). De color rojizo, es elaborada una vez al año, y supone aproximadamente solo un 1% de la producción total de cerveza. Rochefort 6 es la cerveza más antigua de las fabricadas por Rochefort. Era una cerveza destinada a los enfermos y heridos de la Segunda Guerra Mundial, y cuando esta terminó comenzaron a comercializarla. Las ventas aumentaron tanto que tuvieron que adquirir un camión de reparto.[2] Hasta 1958 fue la única cerveza Rochefort embotellada tanto en botellas de 33 como de 75 cl. Tiene un fuerte aroma a malta y es ligeramente amarga.[2]
- Rochefort 8 (chapa verde, tostada, 9.2% alc. vol.). De color marrón, con un sabor más afrutado y con una sequedad media en boca. Esta variedad es la cerveza más producida. Su origen se remonta a 1955. Originalmente esta cerveza se elaboraba para Año Nuevo. Debido al éxito de esta cerveza, hacia 1960 los monjes decidieron elaborarla de manera regular.[2]
- Rochefort 10 (chapa azul, cerveza negra, 11.3% alc. vol.). De color marrón ocre, es la cerveza más potente de las tres. Para lograr tan alto grado alcohólico se precisa la adición de azúcar candi. Tiene aromas ahumados, a fruta madura, frutos secos y chocolate negro. En boca predomina el caramelo, chocolate, fruta madura (higos, pasas e incluso anís)[6] acentuada por los lúpulos.

Rochefort fue uno de los seis miembros fundadores en 1997 de la Asociación Internacional Trapense —junto con Chimay, Orval, Achel, La Trappe y Westvleteren— que otorga el sello de calidad «Authentic Trappist Product». Sus tres variedades cuentan dicha certificación.